# Municipio de Franklin (condado de Carroll)
El municipio de Franklin (en inglés: Franklin Township) es un municipio ubicado en el condado de Carroll en el estado estadounidense de Arkansas. En el año 2010 tenía una población de 1269 habitantes y una densidad poblacional de 46,01 personas por km².

## Geografía
El municipio de Franklin se encuentra ubicado en las coordenadas 36°28′23″N 93°42′48″O / 36.47306, -93.71333. Según la Oficina del Censo de los Estados Unidos, el municipio tiene una superficie total de 27.58 km², de la cual 27.55 km² corresponden a tierra firme y (0.08%) 0.02 km² es agua.

## Demografía
Según el censo de 2010, había 1269 personas residiendo en el municipio de Franklin. La densidad de población era de 46,01 hab./km². De los 1269 habitantes, el municipio de Franklin estaba compuesto por el 95.27% blancos, el 0.47% eran afroamericanos, el 1.18% eran amerindios, el 0.63% eran asiáticos, el 0.47% eran isleños del Pacífico, el 0.79% eran de otras razas y el 1.18% pertenecían a dos o más razas. Del total de la población el 3.23% eran hispanos o latinos de cualquier raza.